# Lịch sử Paris

## Tiền sử
Khu vực Île-de-France có sự hiện diện của con người cách đây ít nhất 40 ngàn năm trước. Các công cụ lao động bằng đã được tìm thấy bên bờ sông Seine đã minh chứng điều này.
Những hiện vật khảo cổ gây ngạc nhiên nhất được tìm thấy tại khu vực Quận 12 vào tháng 9 năm 1991 đã cho thấy những vết tích về sự hiện diện của con người ở khu vực Paris. Các khai quật tại Bercy cho phép khẳng định con người đã sinh sống ở Paris từ thời kỳ Đồ đá mới - khoảng 4000 tới 3800 trước Công Nguyên - trên khu vực bờ trái một nhánh cũ của sông Seine. Ba thuyền độc mộc gỗ sồi được tìm thấy là những phương tiện vận tải thủy cổ nhất ở châu Âu từng được khám phá. Bên cạnh đó còn một cung gỗ, các mũi tên, đồ gốm cùng một số vật dụng bằng đá · .
Có thể con người còn tiếp tục sống ở đây trong suốt cuối thời kỳ Đồ đá mới, 3400 tới 1800 trước Công Nguyên.

## Cổ đại

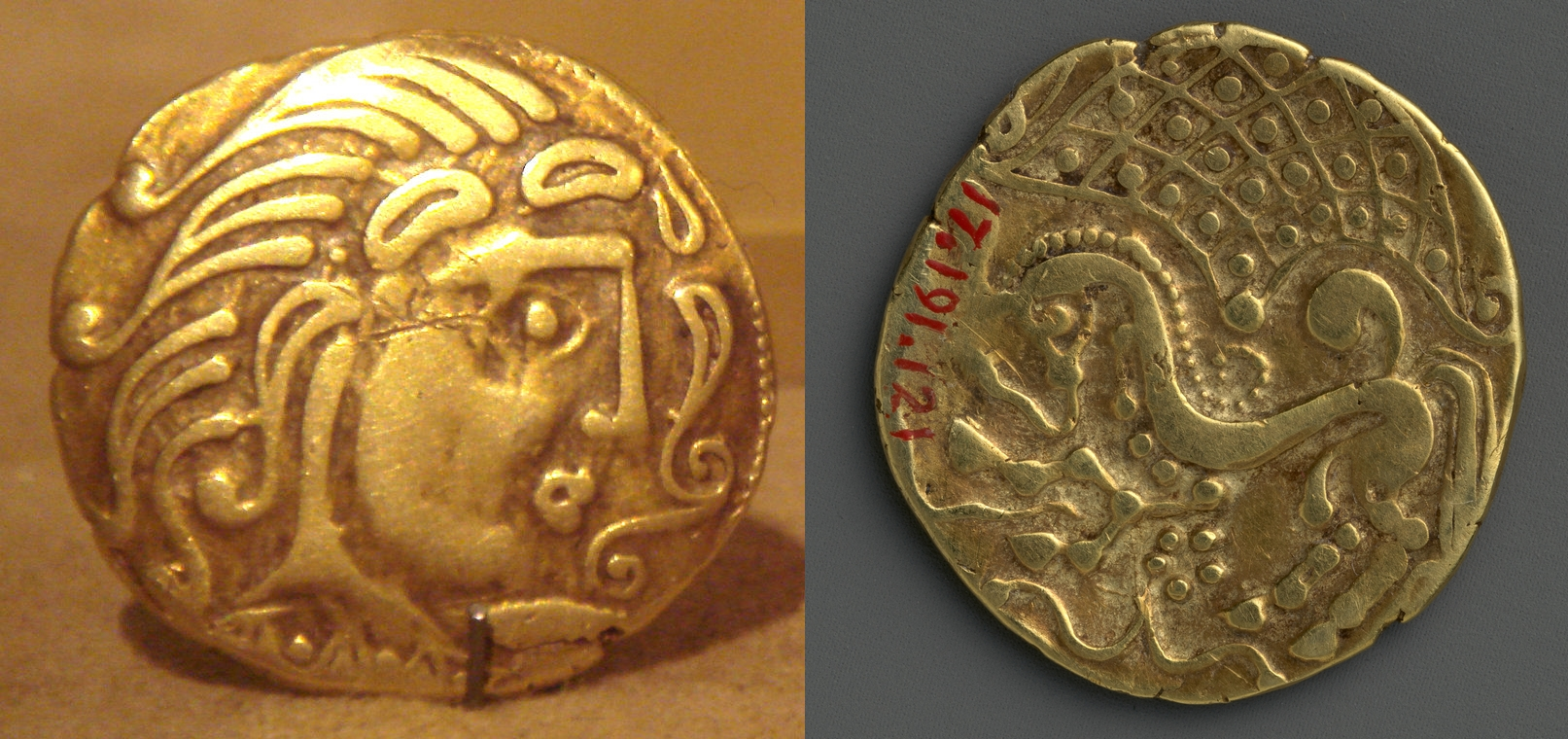
Đồng tiền vàng của người Parisii lưu trữ tại bảo tàng Metropolitan Museum of Art

Những hiểu biết về khoảng thời gian từ thời Tiền sử cho tới trước Gaule-La Mã rất ít ỏi. Trước khi người La Mã tới vào năm 52 trước Công Nguyên, khu vực này do người Parisii thuộc bộ tộc Gaulois làm chủ. Khoảng năm 100 trước Công Nguyên, xuất hiện những đồng tiền vàng của người Parisii. Một số ý kiến cho rằng thành trì của người Parisii xuất hiện 250 tới 200 trước Công Nguyên, nhưng không có lý lẽ thuyết phục. Một thời gian dài, vị trí của thành được cho là đảo Île de la Cité, nhưng ngày nay giả thuyết này gây ra nhiều tranh cãi. Rất có thể thành nằm trên đảo Île Saint-Louis hay một đảo khác ngày nay đã nhập vào bờ trái sông Seine. Một giả thuyết khác mới hơn cho rằng ở Nanterre, các trung tâm Paris 10 km. Nhưng có thể thấy đây chỉ là một đô thị nhỏ bé, nếu so sách với các thành phố phía Đông như Alexandria, Babylone phát triển trước đó cả ngàn năm.
Năm 52 trước Công Nguyên, quân đội của Julius Caesar tới. Trong trận chiến, những người Parisii thất bại và đã phá cầu, đốt thành của mình. Điều này khiến một thành phố mới mang tên Lutetia được xây dựng bên bờ trái sông Seine, theo bản vẽ kiểu Hippodamos. Vị thế thủ đô của Gaule được chuyển về Lugdunum, tức Lyon.
Các nhà sử học cho rằng Lutetia trải rộng khoảng từ đại lộ Saint-Germain tới Val-de-Grâce và từ phố Descartes tới vườn Luxembourg ngày nay. Thành phố xây dựng xung quanh phố Saint-Jacques với các con phố vuông góc. Trung tâm thành phố đánh dấu bởi các kiến trúc La Mã ngày nay ở số 172, 174 phố Saint-Jacques. Nghị trường trải dài từ phố Saint-Jacques tới đại lộ Saint-Michel và phố Cujas tới phố Malebranche.
Các nhà tắm cộng cộng được xây tại góc hai đại lộ Saint-Germain và Saint-Michel, cùng với giao lộ phố Écoles và phố Jean-de-Beauvais. Nước được dẫn bằng các cầu máng từ Rungis ở phía Nam. Một nhà hát nằm ở góc phố École-de-Médecine giao đại lộ Saint-Michel, ngày nay là phố Racine. Ở phía Tây, sông Bièvre chảy vòng qua đồi Sainte-Geneviève và qua vị trí Vườn bách thảo. Đấu trường Lutetia nằm ở phía Đông thành phố, cạnh sông Bièvre. Nghĩa địa nằm ở phía Nam thành phố, tại vị trí của tu viện Port-Royal · . Dân số của Lutetia chỉ khoảng 5 tới 6 ngàn người vào thời kỳ đỉnh cao, giữ vị trí khiêm tốn trong Đế chế La Mã. Khi đó, Lugdunum vào thế kỷ 2 có từ 50 tới 80 ngàn dân.
Theo truyền thuyết, Thánh Denis đã truyền Cơ Đốc giáo vào thành phố và tử vì đạo khoảng năm 250. Thế kỷ 4, vùng ngoại ô xuất hiện và khoảng năm 300, Lutetia được đổi tên thành Paris, lấy từ chữ "Civitas Parisiorum", có nghĩa Thành trì của người Parisii. Năm 451, Thánh Geneviève - một người có ảnh hưởng to lớn của Cơ Đốc giáo khi đó - thuyết phục dân Paris không bỏ chạy khi người Hung và người Attila tới đánh chiếm. Nhưng sau đó, họ đã thất bại ở trận Chalons. Thánh Geneviève về sau trở thành thánh bảo trợ của thành phố Paris.

## Trung Cổ

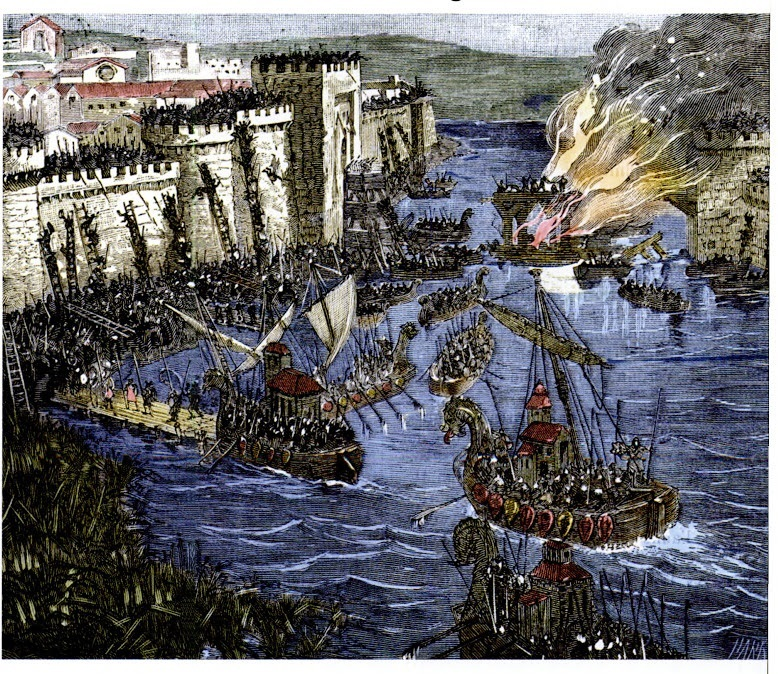
Người Viking tấn công Paris vào năm 845

Thời kỳ Trung Cổ, thành phố thoát khỏi sự cai trị của những người Attila trong một thời gian ngắn rồi Childéric I tới chiếm vào năm 464. Năm 486, Clovis I - con trai của Childéric I - chiến thắng tướng Syagrius của La Mã nhưng Thánh Geneviève ngăn cấm không cho vào Paris. Cho tới khoảng 496, 498, Clovis I theo Công giáo và được người Paris đón nhận. Năm 508, Clovis I lấy Paris làm thủ đô của vương quốc Franc. Sau khi Clovis I mất vào năm 511, mặc dù có những tranh giành đẫm máu giữa những người thừa kế, Paris vẫn giữ vị trí thủ đô. Các công trình tôn giáo tiếp tục được xây dựng.
Thế kỷ 9, các bức thành được dựng lên ở bên hữu ngạn để bảo vệ các giáo khu Saint-Gervais và Saint-Germain-l'Auxerrois. Những người Viking đi bằng thuyền drakar cướp phá dọc biển Manche và tới Paris lần đầu tiên vào năm 845. Dân chúng bỏ chạy và vua Charles Hói phải trả 7000 livre bạc để những người Viking rút khỏi. Khoảng năm 856, những người Viking quay trở lại, đốt phá tất cả các nhà thờ, trừ Saint-Denis, Saint-Étienne và Saint-Germain-des-Prés. Tới năm 861, người Viking lại tấn công và đốt toàn bộ thành phố, cả tu viện Saint-Germain-des-Prés. Năm 870, vua quyết định tổ chức bảo bệ thành phố, củng cố các tường thành. Nhờ vậy cuộc tấn công tháng 11 năm 885, Paris bị vây nhưng người Viking nhưng không hạ được. Tháng 9 năm 886, vua Charles Béo trả tiền chuộc để người Viking rút khỏi Paris. Các cuộc tấn công còn tiếp tục cho tới năm 911, khi hiệp ước Saint-Clair-sur-Epte được ký kết.
Năm 987, dòng họ Capet lên trị vì. Khi đó, Paris và Orléans là hai thành phố lớn nhất trong lãnh thổ và vương triều Capet đã chọn Orléans. Hugues Capet mặc dù cung điện ở Île de la Cité nhưng ít khi sống tại Paris. Robert II sống ở Paris thường xuyên hơn và cho sửa chữa Palais de la Cité cùng các tu viện. Thành phố trở thành trung tâm của giáo dục tôn giáo vào đầu thế kỷ 11.
Thế kỷ 11 cũng là khoảng thời gian các ngoại ô bên bờ phải xuất hiện, gồm Saint-Martin-des-Champs, Saint-Germain-l'Auxerrois và Saint-Gervais. Kể từ Louis VI và đặc biệt là Philippe Auguste, quyền lực hoàng gia quay trở lại Paris. Bờ trái sông Seine được xây dựng lại vào thế kỷ 12. Cũng thời kỳ này, bờ phải bao gồm bốn khu phố: Grève - khu vực quảng trường Hôtel-de-Ville, Châtelet, Les Halles, và Saint-Germain-l'Auxerrois - nhà thờ Saint-Germain-l'Auxerrois.
Nhờ vị ở trí gặp nhau của các hành trình thương mại, hoạt động buôn bán đem lại nguồn lợi cho thành phố. Bên tả ngạn, lúa mỳ vào Paris ở phố Saint-Honoré, dạ từ phía Bắc vào phố Saint-Denis, cá từ biển Manche và biển Bắc vào phố Poissonniers - có nghĩa phố Hàng cá. Khu chợ trở nên quan trọng, cần một vị trí lớn hơn. Cảng Saint Landry trên đảo Île de la Cité chuyển về cảng Grève rồi sau đó chuyển tới chợ Les Halles và tồn tại suốt 8 thế kỷ sau đó. Louis VII lên ngôi năm 1137 đã cho phép các thương nhân Paris được độc quyền trên đường sông từ Mantes tới Paris.
Năm 1163, giám mục Maurice de Sully quyết định xây dựng nhà thờ Đức Bà và viên đá đầu tiên được đặt xuống với sự có mặt của vua Louis VII cùng Giáo hoàng Alessandro III. Điện giám mục đầu tiên của thành phố cũng được xây dựng phía Nam nhà thờ. Vua Philippe-Auguste cho xây dựng từ 1190 một tường thành bảo vệ thành phố cả hai bên hữu ngạn và tả ngạn. Thời kỳ này, các trường học của giáo hội gây dựng được tiếng tăm, nhưng các thầy giáo và học trò muốn trở nên độc lập. Những cơ sở giáo dục mới mọc lên ở bờ trái. Thành lập khoảng năm 1210, tới năm 1252, Đại học Paris nhận được con dấu riêng, trở nên độc lập. Danh tiếng của Đại học Paris nhanh chóng lôi kéo những sinh viên từ khắp nơi tới thành phố.
Tầm quan trọng của thành phố tăng lên. Muốn nắm giữ Paris về mặt chính trị, nhà vua chỉ cho phép thành lập các phường hội. Tới năm 1263, các phường hội bầu lên một hội đồng thị chính đầu tiên, đứng đầu là Evrard de Valenciennes, giữ chức "prévôt des marchands" (tạm dịch: quan thái thú). Các "prévôt des marchands" trở thành người đứng đầu thành phố và cho tới tận thời kỳ Cách mạng Pháp, Paris mới chính thức có thị trưởng.
Khoảng năm 1328, dân số Paris ước tính 200 ngàn người. Paris khi đó là thành phố đông dân nhất châu Âu, đứng trên London, khoảng 40, 50 ngàn, và Moskva, khoảng 40 ngàn. Nhưng năm 1348, nạn dịch hạnh đen đã tàn sát dân chúng thành phố. Thế kỷ 14, tường thành của vua Charles V bao gồm Quận 3 và Quận 4 ngày nay, trải dài từ cầu Pont Royal tới cửa ô Saint-Denis, ngày nay là phố Aboukir.
Năm 1337 nổ ra cuộc chiến tranh Trăm năm giữa Anh và Pháp. Các thành lũy được xây dựng thêm. Sự bất mãn của dân chúng đã nuôi tham vọng cho "prévôt des marchands" Étienne Marcel gây nên chính biến lớn đầu tiên trong lịch sử Pháp vào năm 1358. Điều này khiến các vị vua không còn ở trong trung tâm thành mà tới Hôtel Saint-Pol, rồi Hôtel des Tournelles, nơi dễ dàng thoát khi có binh biến. Năm 1407 nổ ra cuộc nội chiến giữa hai phe Armagnacs và Bourguignons, tới 1420 mới kết thúc[28]. Chiến tranh Trăm năm vẫn tiếp tục, Paris nằm trong phần lãnh thổ do người Anh kiểm soát. Năm 1429, Jeanne d'Arc thất bại trong việc đánh đổ người Anh và đồng minh Bourguignons rồi bị thiêu sống năm 1431. Tới năm 1453, thời vua Charles VII, chiến tranh kết thúc. Nhưng Charles VII và con trai là Louis XI lại chuyển đến Val de Loire.
Trong khoảng từ 1422 đến 1500, dân số Paris tăng lên, từ 100 ngàn thành 150 ngàn người. Giữa thế kỷ 16, tuy kinh tế có phát triển nhẹ, nhưng thiếu vắng triều đình, Paris chuyển thành một thành phố hành chính và tư pháp.